# Сулимівка (Яготинська громада)
Сулимі́вка (стара назва Журавські або Жоравські хутори, Хутір Жоравський або Журавський) — село в Україні, в Бориспільському районі Київської області, Входить до складу Яготинської міської громади. Центр колишньої Сулимівської сільської ради, а нині Сулимівського старостинського округу. За всеукраїнським переписом населення 2001 року у селі мешкало 899 осіб.

## Географія
У селі бере початок річка Жоравське Озеро.

## Історія
У 1714 році над річкою Журавкою (Жоравкою) полковник Іван Сулима з Переяславського полку Війська Запорозького заснував хутір Журавський. 28 липня 1721 року вийшов універсал, що надавав право на володіння хутором дружині Івана Сулими, а 31 січня 1728 року поселення перейшло у спадок його синам. Це було козацьке поселення, де у 1762 році мешкало 48 родин у 36 хатах.
У Речі Посполитій хутір належав до Переяславського староства Київського воєводства, а в Російській імперії — до Жоравської волості Пирятинського повіту Полтавської губернії. У XIX столітті став селом. Фактично поселення складалося із Жоравських хуторів, хуторів Бакшевського, Войцеховича, Княжеського, Сотничого.
До освячення храму Сулимівка була приписана до церкви Успіння Богородиці в Годунівці.
Хутір є на мапі 1816 року як Сулимин.
1859 - хутір Жоравський(Журавський) - 143 двори, 1241 жителів.
У 1903-1905 році була збудована козацька дерев'яна церква на честь Стрітення Господнього, яка є пам'яткою архітектури місцевого значення і наразі лишається єдиною дореволюційною церквою у Яготинському районі. Інші 16 історичних церков району були зруйновані комуністами, а ще одна, яка пережила радянський режим (Миколаївська у с. Лозовий Яр), була спалена грабіжниками у 2010 році.
У 1911 році - Жоравські (Сулимині ) хутори у складі: 1)Бакшевський хутір, 2)Лебедєв хутір, 3)Сотничій хутір, 4) Сулимін хутір. 
У 1912 році у селі мешкало 1882 селян і 2 міщан православного віросповідання. 
З 1917 року село було у складі Української народної республіки. З 1921 року тут остаточно встановився комуністичний режим.
Село Сулимівка створена шляхом злиттям хуторів: Сулиміна, Бакшевского, Княжого (Гриневича, так в документах1910 та мапі 1941) та Войцеховича
1 червня 1924 року у селі окупантами-комуністами заснована комсомольська організація, секретарем якої став Павло Макарович Шпак. Одразу по цьому почалися переслідування комсомольцями православних вірян, священика виселили з його будинку і йому довелося жити у сараї. У 1930 році церква була закрита і спаплюжена: дзвони і хрести скинуті, ікони порубані на дрова. Надалі церква використовувалася як зерносховище. Під час німецької окупації церкву відкрили і вона діяла до 1959, коли її знову закрили під час хрущовських гонінь на релігію. Нею опікувався тодішній настоятель храму у с. Лозовий Яр о. Михаїл Макеєв.
На початку 1930-х років входило до складу Пирятинського району Полтавської області. Село постраждало від колективізації та Голодомору — геноциду радянського уряду проти української нації. Проведення колективізації і розкуркулювання в селі здійснювали голова сільської ради В. Г. Власенко та представник з району Іван Радченко. У 1930 році було створено колективне господарство «Колос», головою якого обрали Жежеру Я. М.
До Голодомору в селі було 482 двори, в яких проживало 2900 осіб. Після Голодомору населення села Сулимівка становило 1600 осіб. Урожай того року видався добрий, та хліб за трудодні не нараховували, бо озимі збирали ті селяни, які восени давали зерно на посів. Восени та взимку 1932 року зерно вивезли не лише з колективного господарства, а й конфіскували всі продовольчі запаси з усіх селянських господарств. Як наслідок, весна і літо 1933 року стали місяцями страшного голоду.
Загальна кількість загиблих від Голодомору 1932—1933 років зі слів очевидців становить понад 1300 осіб. На сільському кладовищі — місці масових поховань жертв Голодомору, у квітні 1992 року з ініціативи Сулимівської сільської ради встановлено пам'ятний знак жертвам Голодомору 1932—1933 років.
У радянський повоєнний час у селі діяв колгосп імені Кравченка, середня школа, бібліотека.
Близько 1970 року населення складало 1277 осіб. У 2001 році — 899 осіб.

## Культура і релігія
У селі працює краєзнавчий музей, головна експозиція якого присвячена уродженцю села, двічі Герою Радянського Союзу Андрію Кравченку — людині, яка вперше у світовій історії провела танки дном річки (під час битви за Київ у 1943 році).
Діє сільський клуб.
У Стрітенській церкві діє парафія проросійської Української православної церкви (Московського патріархату).
Настоятелем церкви з 1989 року є російський православний бард українського походження о. Сергій Кісельов, автор і виконавець численних пісень на духовну тематику. У 1990-тих його пісні часто носили відверто проросійський монархічний характер, але згодом погляди священика пом'якшилися, імовірно під впливом проукраїнських настроїв у селі і районі, тож із 2010-них його твори стосуються виключно духовних тем, передовсім закликів до християнської любові та покаяння. Він також є духівником Яготинського благочиння Бориспільської єпархії УПЦ (МП).

## Пам'ятки і архітектура
У селі збереглася пам'ятка архітектури — дерев'яна Церква Стрітення Господнього. Її будівництво розпочалося у 1903 і завершилося у 1905 році в традиційному для цієї місцевості козацькому архітектурному стилі — храм з однією банею та прибудованою дзвіницею. Ініціатором будівництва був житель села Пилип Кирик, керував роботами майстер Кабанов, а землю під храм виділила Єлизавета Дзевоновська. Пам'ятка архітектури місцевого значення (ох. № 98-Кв).
У Сулимівці є ще одна старовинна будівля — колишня земська школа, яка була збудована 1915 року. Нині у приміщенні земської школи розташовується сільський клуб.

У радянський період було встановлено бюст Андрія Кравченка, а також братську могилу воїнів Радянської Армії і пам'ятник воїнам-односельцям, які загинули в роки Другої світової війни.

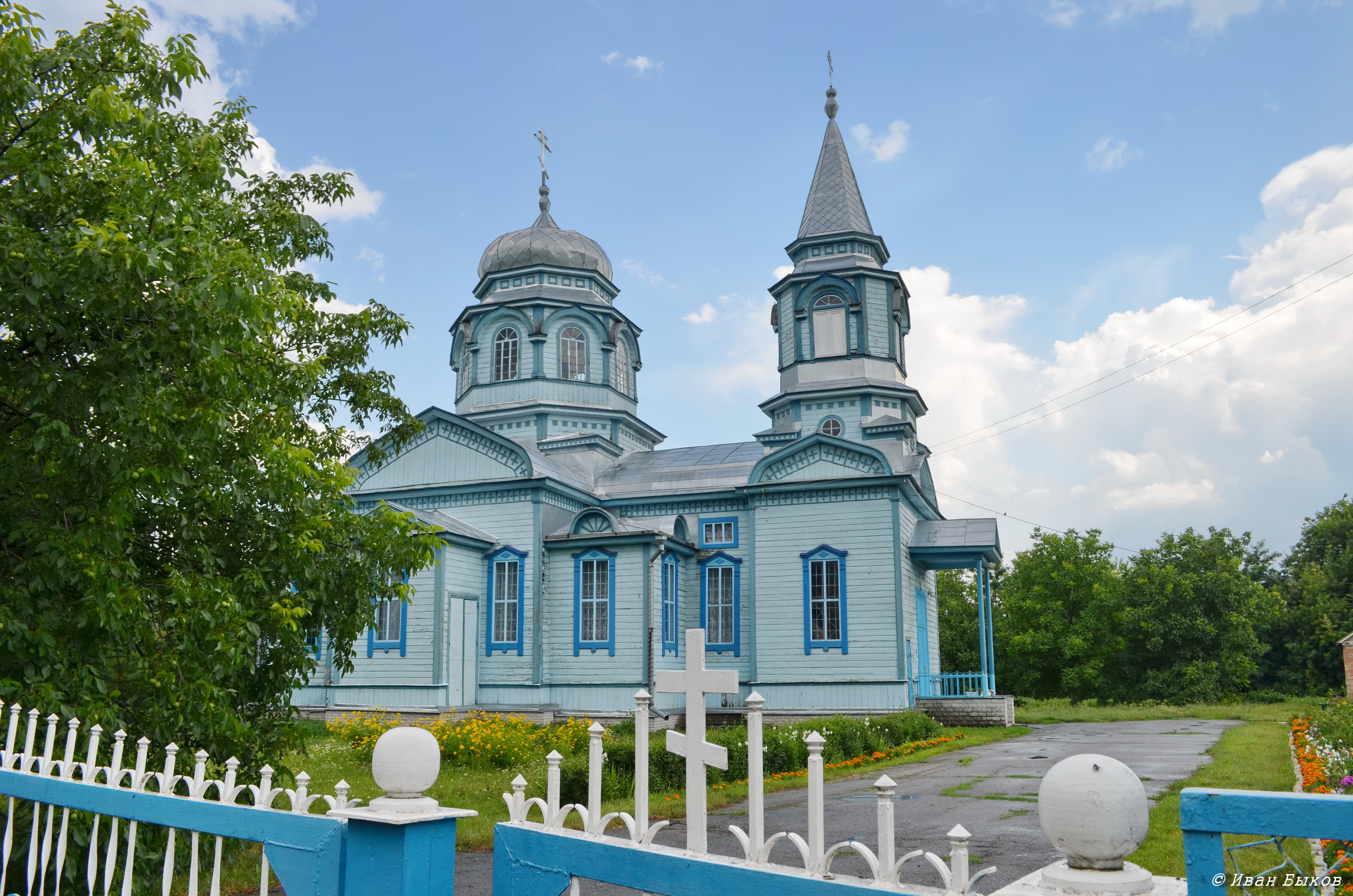
Стрітенська церква
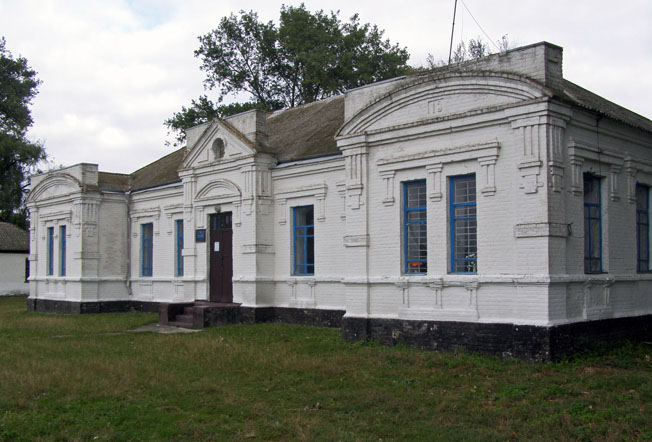
Колишня земська школа, нині сільський клуб
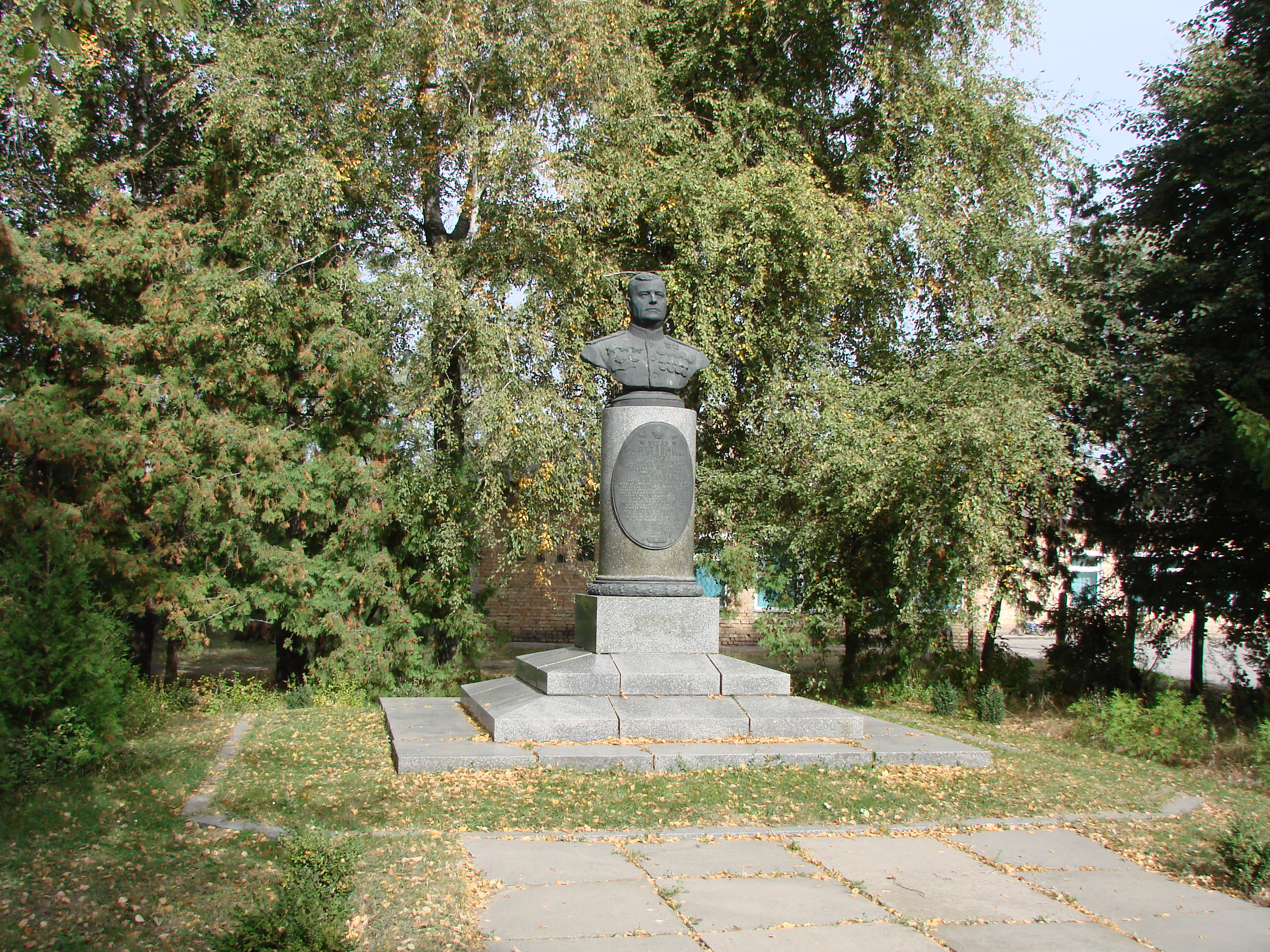
Бюст Двічі Героя Радянського Союзу Андрія Кравченка
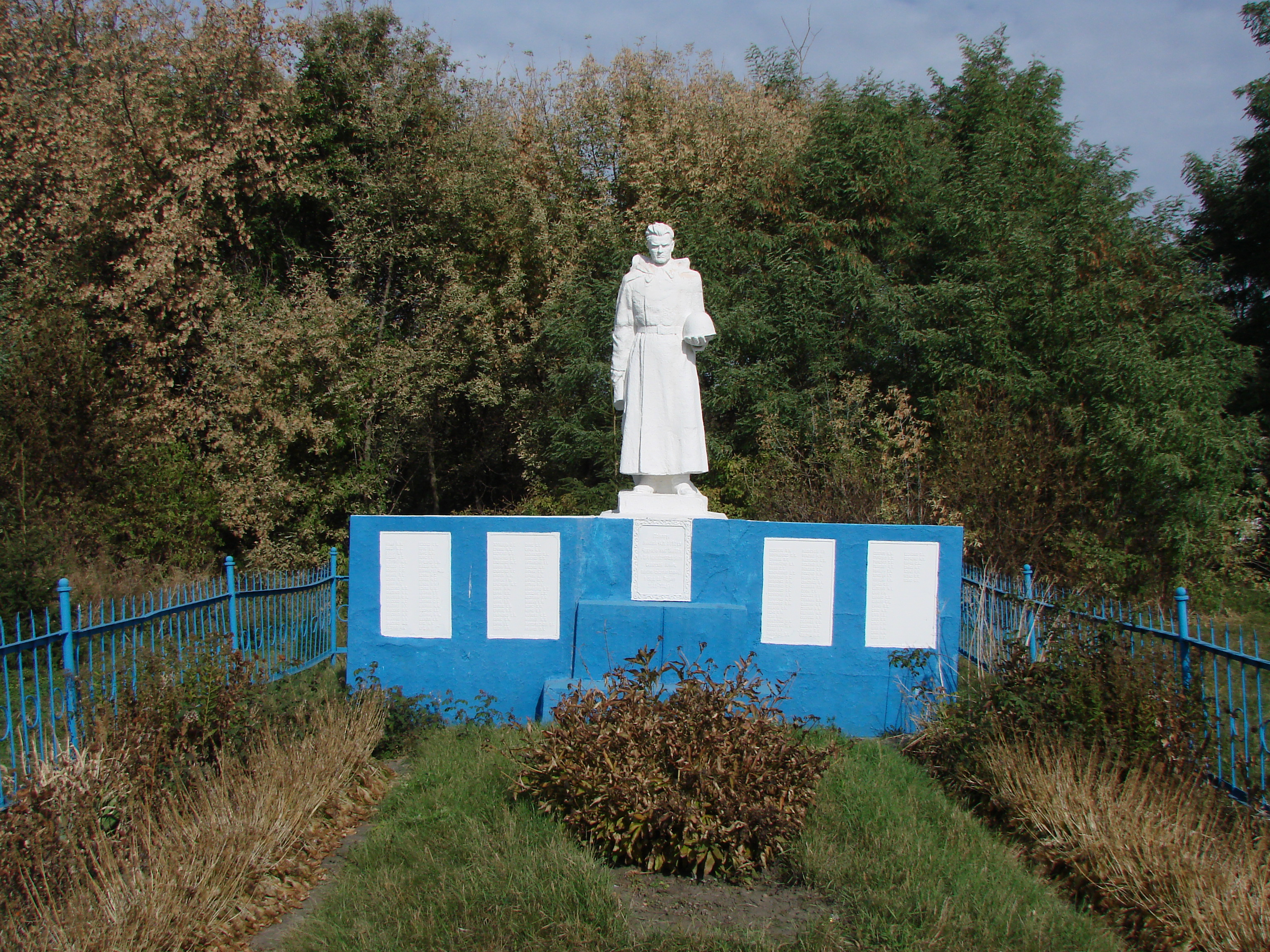
Братська могила воїнів Радянської Армії

## Економіка
У 1970-тих у селі діяв колгосп імені Кравченка, який мав 3229 га сільськогосподарських угідь, зокрема 2935 га орної землі. Господарство вирощувало зернові культури та цукрові буряки. Було розвинуто тваринництво.

## Відомі люди
Уродженці:
- Кравченко Андрій Григорович (1899—1963) — військовий керівник, двічі Герой Радянського Союзу;
- Жежера Віталій Миколайович (*24 вересня 1953) — український театрознавець і журналіст.

Мешканці:
- о. Сергій Кісельов (нар. 26 жовтня 1958 у м. Київ) — російський православний бард українського походження, настоятель сулимівської церкви Стрітення Господнього з 1990 року.